# Above Us the Sun
Above Us the Sun to specjalne wydawnictwo artysty Tony'ego Wakeforda, składające się z minialbumu (EP) i książki. Płyta zawiera 3 premierowe utwory, książka natomiast – wywiady z muzykiem i wszystkie dotychczas napisane teksty artysty do utworów solowych i grupy Sol Invictus.

Zestaw limitowany, wydany w 1994 roku. Utwory z płyty zostały w 1999 roku wydane ponownie na minialbumie grupy Sol Invictus, zbierającym różne nagrania ze składanek – All Things Strange and Rare.

## Spis utworów na CD
1. On and On
2. The Coffin Road
3. Above Us the Sun